# Mahone Bay
Mahone Bay ist eine Stadt in Nova Scotia, Kanada. Sie liegt am Westufer der gleichnamigen Bucht im Lunenburg County.

## Geschichte
Die ersten Siedler kamen 1754 von der nahen Stadt Lunenburg, die ein Jahr zuvor gegründet wurde. Zu ihnen zählten vor allem Immigranten aus Deutschland, der Schweiz und aus Montbéliard. Noch heute leben Nachfahren der ersten Familien, mit Namen wie Hyson, Zwicker, Keddy, Eisenhauer/Eisner, Weinacht/Whynot, Ernst und Veinot in der Stadt. Auf dem alten Friedhof Bayview Cemetery stehen Grabsteine aus dem 18. Jahrhundert mit deutscher Inschrift. Die Stadtrechte erhielt Mahone Bay im Jahr 1919.

## Wirtschaft

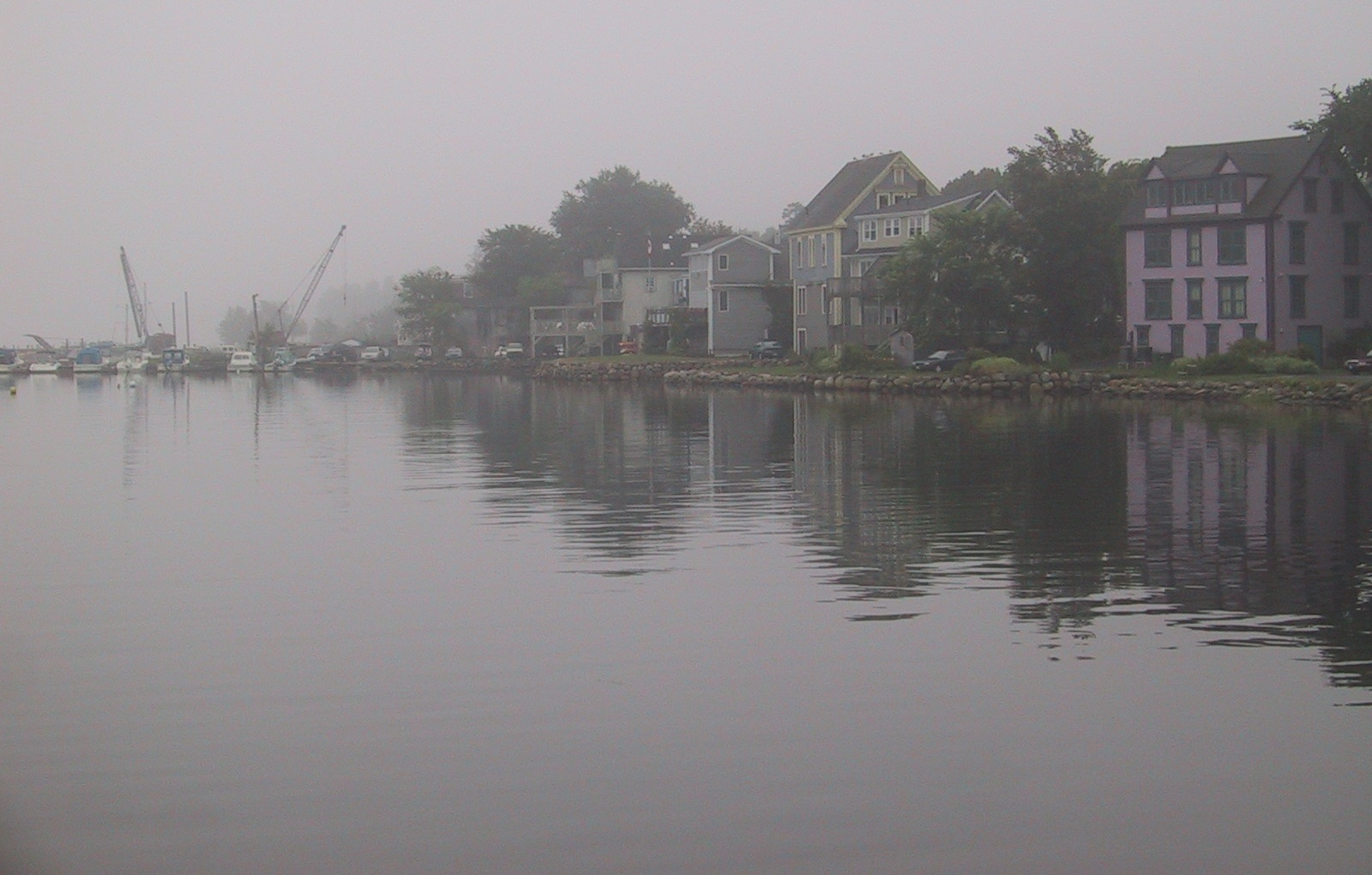
Mahone Bay

Der Bootsbau war nach der Gründungszeit lange der wichtigste Wirtschaftszweig der Stadt. Heute erinnert nur noch das „Settler’s Museum“ und das jährlich im August stattfindende Mahone Bay Classic Boat Festival an vergangene Zeiten. Wie in vielen Städten und Ortschaften Nova Scotias ist der Tourismus zur Haupteinnahmequelle geworden. So findet man in der Stadt und der Umgebung luxuriöse Übernachtungsmöglichkeiten, Restaurants und Souvenirshops.

## Sonstiges
In der gleichnamigen Bucht Mahone Bay befindet sich die Insel Oak Island, die einen rätselhaften Schatz beherbergen soll.